# 信長協奏曲
『信長協奏曲』（のぶながコンツェルト）は、石井あゆみによる日本の漫画。『ゲッサン』（小学館）創刊号（2009年）から連載中。第57回小学館漫画賞少年向け部門を受賞。「全国書店員が選んだおすすめコミック2012」では7位。2016年9月時点で累計部数は450万部を突破している。
2014年からはフジテレビ開局55周年プロジェクトとしてテレビアニメ・実写テレビドラマ・実写映画の3媒体を同時企画・随時展開するメディアミックス作品。
- 2014年7月よりテレビアニメが放送された。（詳細は#テレビアニメの節を参照）
- 2014年10月期より実写テレビドラマ化された。（詳細は#テレビドラマの節を参照）
- 2016年に、テレビドラマ版と同一キャスト・スタッフによる実写映画が公開された。（詳細は#映画の節を参照）

2022年からクライマックスである本能寺の変に突入するが、2023年4月号以降は休載している。

## あらすじ
勉強が苦手な高校生のサブローは、ひょんなことから戦国時代、天文18年（1549年）にタイムスリップしてしまう。そこで出会った本物の織田信長と瓜二つの容貌をしていたことから、病弱な自分の代わりに信長として生きてくれと頼まれ、信長として生きていくこととなる。
当初は、周囲から困惑され裏切りや暗殺されかかるも、偶然が重なり飄々と切り抜ける。そうしたことから家中や領民に支持され、家臣の平手政秀の死をきっかけに本気で天下統一を志す。室町幕府第13代将軍の足利義輝との謁見をはじめ、尾張、美濃を制覇し京に上洛後、敵対した足利将軍家・朝倉家・浅井家・武田家など隣国大名を打ち破っていく一方、楽市楽座・産業振興・兵農分離などを推し進め、領地経営も成功し、安土城を築城して、史実の通りに天下人へ駆け上がっていく。

## 登場人物
★はタイムスリップしてきた人物を示す。

### 主人公
サブロー / 織田信長（おだ のぶなが） ★
声 - 宮野真守
本作品の主人公。
勉強が苦手で、ふざけて遊んでいることが多い普通の高校生だったが、川沿いの道わくを歩いていたおりに、足を滑らせ川に落ちてしまい、なぜか戦国時代にタイムスリップしてしまい、顔、声、体格などがそっくりであった本来の織田信長に出会い、その頼みで信長として生きていくことになる。
歴史を変えてはいけないという認識は持っており、日本史の教科書を参考にするなどして、織田信長として天下を取らないといけないと思っている。だが、飄々として物事にこだわりがない性格に加え、あまり歴史のことを理解していないため、自然体で生活している。史実通りの歴史になった場合、自分が本能寺の変で死ぬことについても深刻に考えていないようである。しかしながら、図らずも自身の振る舞いが史実通りになっているが、戦国時代に来てから30年近く経つと学校の勉強をしていなかったことを後悔する旨の発言をしている。
「俺、運動神経いいから」が口癖で、平然と危なっかしい真似をしたり、戦国時代に来て早々に経験のないはずの乗馬をこなすなど身体能力は高い。礼儀作法に疎く、現代の言葉を使い周囲を困惑させることもあるが、独特な発想と高いカリスマ性や行動力を発揮させ、織田家拡大につれ武将としての風格を備えていく。しかし、朝廷に参内する際は、サブローが明智光秀の姿をして、光秀に信長として参内してもらっている。一方で、敵味方という意識が薄く、裏切り者である弟の信行にも手を差し伸べたり、長益にねだられれば物を買い与え、母親になっても信長を過剰に慕うお市には強く物を言えないなど、織田家の身内に甘い面を見せている。特に序盤では、基本的に戦うよりは仲良くするのを選ぶ傾向がある。
本能寺の変で信長を殺すのは「あいださん」だと覚え間違えている。
サブローに側室や子供はおらず、史実における信長の側室は明智光秀の正妻となっている。光秀が織田家に仕える前に死去しているため、サブローはその女性との面識がない。
【ドラマ版での設定】
逃げ癖がある、強がりを言ってしまい後で落ち込む、死のうとしている相手に命の大切さを熱く語るなど、原作やアニメ版に比べて非常に人間臭い。

明智光秀（あけち みつひで）
声 - 梶裕貴
本物の織田信長。
聡明だが病弱。サブローからは「ミッチー」と呼ばれる。病弱な自分では織田家を支えきれないと判断して出奔するが、その際に自分そっくりのサブローに出会い、織田信長として生きていくことを託して尾張を去ってしまう。各地を放浪する中、明智家の養子に迎えられ、明智光秀を名乗る。その後長良川の戦いで明智家は斎藤義龍に滅ぼされて土地を失うが、各地を転々として朝倉領で暮らすうちに信長の噂を聞き、力になるため光秀としてサブローの前に現れる。周囲の混乱を防ぐため普段は白い頭巾で頭を覆っており、必要に応じてサブローの影武者となる。ただし、前述のとおり病弱であり、本人としては体調の良い時でも周囲からは「顔色が悪い」と心配されることが多い。一部の者からは自身の顔を知られているが、ゆきからは本物の信長であることも感づかれている。
織田家中を纏める4人の軍団長のひとりに選ばれる。延暦寺攻めで僧兵たちを斬殺した折、その僧兵が信長への恨みを込めて称した「第六天魔王」を自らの異名とした。
サブローとは強い絆で結ばれており、松永久秀の発言から偶然にサブローの正体を知って以来、彼のためだけに生きると決意している。サブローは、利家などの家臣たちを「あつい」、光秀は「重い」と評している。本能寺の変で自分が死ぬことを気にしていないサブローに対し、絶対に死なせないとも誓っている。死別した前妻・吉乃との間に息子が二人いる。また、娘・珠が生まれていることも語っている。
【ドラマ版での設定】
原作やアニメ版とは異なり、サブローと入れ替わった理由は跡継ぎ争いから逃れるため。また、秀吉の正体に気づきつつ共謀して暗躍するなど、野心家な性格となっている。

『天下布武理之帳』の「石井先生のこだわり所」によると、サブローと光秀の髪の毛や目の色は他の人より茶色いとあるが、アニメ版ではサブローは茶色いが、光秀は濃い紺色となっている。

### 織田家

#### 信長の家族
帰蝶（きちょう）
声 - 水樹奈々
信長の正室。斉藤道三の娘。本来の信長とはうまくいっていなかったが、サブローにはベタ惚れする。優しく穏やかな性格で誰からも慕われている。サブローに深い愛情を抱くがゆえに、戦の際に所在不明となっていることを知らされた時は、食事も睡眠も取らずに弱っていった。
【ドラマ版での設定】
普段はおしとやかに振舞っているが、それは本来の信長に指示されたからで、実は気が強い性格。そのため当初はサブローと口論になることが多い。サブローが織田家中に馴染んだころには、本来の性格で振る舞うようになっている。

お市（おいち）
声 - 悠木碧
信長の妹。幼いころからサブローによくなついている。容姿は皆が認めるほど美しいが、お転婆で落ち着きがない。渋りつつも織田家のために浅井長政に嫁ぎ、三姉妹を産む。嫁ぎ先の浅井家が織田軍に滅ぼされる際に、織田家に身柄を移された。
夫の死後でも信長を慕う態度は変わらず、サブローを兄以上に思っている節が見られる。このことからサブローからブラコンと評されている。長政よりもサブローの方が好き。サブローからは「おいっちゃん」と呼ばれる。
【ドラマ版での設定】
恒興とは幼馴染みの間柄。
茶々（ちゃちゃ）
信長の姪。お市の長女。見た目も性格もお市にそっくりで、サブローも「ミニチュア版おいっちゃん」と言うほど似ている。だが、眉は長政と同じく凛々しい。
初（はつ）
信長の姪。お市の次女。茶々とは違い、いつも寝ている。目が長政に似ている。
江（ごう）
信長の姪。お市の三女。広いおでこが長政に似ている。

織田信秀（おだ のぶひで）
尾張の大名。信長、信行、長益、市たちの父親。生来病弱だった信長を心配していたが、入れ替わったサブローの健康ぶりやおかしな言動を息子の成長として捉え、大いに喜んだ。
【ドラマ版での設定】
史実および原作（病死）とは違い、伝次郎（後の秀吉）に致命傷を負わされる。死ぬ間際、信長（サブロー）を後継者に指名した。

織田信行（おだ のぶゆき）
声 - 内山昂輝
信長の弟。病弱であった兄の人望の厚さは認めていた。信長がサブローに入れ替わり、うつけと呼ばれるようになったことや、外部から兄への対抗意識を煽られたため、織田家を継ぐ存在として自分の方がふさわしいと考えるようになり、織田家の権力を狙うようになった。
しかしその企みはことごとく失敗し、最後は腹心であった柴田勝家にすら見限られる。駆けつけたサブローに手を結ぶことを提案されるがそれを拒み切腹、池田恒興に介錯される。死に際に「天下でもなんでも勝手に取るがよい…兄上」と言い、笑みを浮かべた。
織田長益（おだ ながます）
信長の弟で、お市の同い年の兄。風流を好む性格で文化人としての素養が高いが、欲しい物があると直にサブローにねだる。発言の感じは悪いが、鋭い面も見せている。

#### 織田家臣
平手政秀（ひらて まさひで）
声 - 清川元夢
織田家筆頭宿老で信長の付宿老。信長の目付役のような役割をしている。信長（タイムスリップしたサブロー）の変わりように呆れている。
仕官を希望した今川の間者・田原伝二郎（後の羽柴秀吉）の正体を見抜き不採用とするが、そのために彼が遣わした刺客に狙われ、決闘の末に致命傷を追う。駆けつけたサブローに「天下を取りなされ」と言い残して死亡する。
史実とは違い、暗殺によって非業の死を遂げたものの、彼の名誉を尊重したサブローの計らいで諫死したことになった。この一件により、サブローは「織田信長」として天下を目指す決心を固める。
池田恒興（いけだ つねおき）
声 - 興津和幸
織田家の家臣。信長（光秀）の乳兄弟。一度は信行側につきサブロー暗殺に荷担もしたが、サブローが時折話す断片的な史実を大望と勘違いして感銘を受け、以降は補佐に回るようになる。切腹した信行の介錯も行った。サブローを諫める役にはあるものの、常識人なため振り回され、苦労が絶えない。サブローからは「恒ちゃん」と呼ばれる。
【ドラマ版での設定】
信行が切腹した後、自らも裏切りを詫びて切腹しようとするがサブローに止められ、以後の忠勤を誓う。
柴田勝家（しばた かついえ）
声 - 小山力也
元は織田家信行付宿老。信行側の人間だったが、天下を狙うサブローと、兄の追い落としのみを狙う信行の器の違いを目の当たりにし、信行を見限って信長側についた。恒興と同じくサブローに振り回され、苦労が絶えない。4人の軍団長のひとりに選ばれる。
【ドラマ版での設定】
信行が切腹した際に、その潔さを讃えたのち介錯を行った（原作では池田）。サブローからは「シバカツさん」と呼ばれる。
丹羽長秀（にわ ながひで）
声 - 高橋伸也
織田家の家臣。無口・無表情で、秀吉も対応に困る人物。4人の軍団長のひとり。安土城普請総奉行を務めている。
前田利家（まえだ としいえ）
声 - 浅沼晋太郎
織田家の家臣。幼名は犬千代。やんちゃ。主君・サブローをよく思っていない本多忠勝を嫌っている。槍の名手でもある。当初は刃傷沙汰を起こして謹慎処分を受けるなど荒々しい一面が多かったが、立場ができるにつれ、荒々しい森長可を諌めるなど比較的落ち着いてきた。
【ドラマ版での設定】
原作およびアニメ版とは違い、勝家の前に突如現れてひれ伏し、仕官する。後にゆきといい感じになるが、死別することとなる。
佐々成政（さっさ なりまさ）
声 - 三宅健太
織田家の家臣。利家とは反対に真面目で責任感が強く、いつも喧嘩になる。前田同様、主君・サブローをよく思っていない本多忠勝をよく思わない。
【ドラマ版での設定】
原作およびアニメ版とは違い、勝家の前に突如現れてひれ伏し、仕官する。
竹中重治（たけなか しげはる）
声 - 櫻井孝宏
織田家の家臣。通称は半兵衛。頭脳明晰、沈着冷静な美青年。元々は斉藤竜興に仕えていたが、諫言代わりに稲葉山城を一時期乗っ取る。斉藤家滅亡後、サブローが要望した織田家への仕官を一度は断ったが、サブローの上洛後に弟である重矩を連れて仕官する。秀吉の動向を怪しんでいる。天正6年、勘のいい半兵衛はサブローの代理で正月の挨拶を受けていた光秀に探りを入れて（鎌をかけて）自ら名乗らせ、サブローと光秀が同じ顔であることを知る。
佐吉を通じて、秀吉と安国寺恵瓊の密談の件を知り、光秀に密書を届けるため病の体を推して自ら動くが、それを阻止に動いた秀長に追跡される。最後は海に逃げるも舟の上で追い詰められ、秀長と「主君」について語り合ったあと、刀で自害する形で絶命する。しかし密書を道中で偶然出会ったとき丸に託しており、ゆきを通じて光秀とサブローに渡した。
労咳を患っていたため、その死は秀吉から病死としてサブローに報告される。
【ドラマ版での設定】
斎藤家の間諜として、織田家へ偽りの降伏をするという形で登場。森可成を抱き込んで織田軍の美濃侵攻を妨害するが、サブローが天下泰平というかつて自分も抱いていた目標を掲げていることに心を揺らされ、最終的には本心から織田家へ加入する。秀吉の正体を知った直後にその旨を光秀に報告するが、実は秀吉と手を組んでいた彼に斬殺される。
竹中重矩（たけなか しげのり）
織田家の家臣。半兵衛の弟。姉川の戦いで浅井家の宿老遠藤直経を討ち、サブローを救う軍功を挙げる。その後も馬廻り衆として務めていたが、半兵衛の死によって竹中軍大将として異動する。長年サブローの側にいたためかフランクな性格になっており、正月には兵に炊き出した雑煮を自ら配っている。
【ドラマ版での設定】
半兵衛と共に織田軍の美濃侵攻を妨害していたが、最終的には彼に従って織田家へ加入する。

堀秀政（ほり ひでまさ）
声 - 石田彰
織田家の家臣。通称は久太郎。恒興や利家が巣立った後のサブローの側近。織田家随一の美青年で、女性の扱いが上手である。サブローの言動については、気にしないようにしている。
細川藤孝 （ほそかわ ふじたか）
足利義昭を将軍に就かせた人物。目的は達したが、その過程で義昭は将軍の器にないことが見抜けなかったのを後悔し、のちに義昭を見限って織田家に仕える。側で仕えていたうちは立場上、義昭を諫めはするが、自身はかなり冷めた目で義昭を見ていた。光秀とサブローがそっくりであることを知る人物の一人だが、2人の素性までは知らない。

#### 森家
森可成（もり よしなり）
声 - 杉崎亮
織田家の家臣。長可、蘭丸たち森兄弟の父。サブローが家督相続した後に登用される。長躯の豪傑で、サブローの信任が厚い。のちに宇佐山城の守備を任されている。宇佐山城防衛戦で朝倉軍や延暦寺の僧兵と戦い、奮戦した後壮絶な戦死を遂げる。
【ドラマ版での設定】
原作およびアニメ版とは違い、当初から織田家の重臣として登場する他、見るからに弱々しい風貌で泣き虫な人物になっている。後に金策に苦しみ、斎藤家へ織田家中の情報を横流ししてしまう。事が露見した後は切腹しようとするがサブローに止められ、以後の忠勤を誓う。サブローからは「もりりん」と呼ばれる他、子だくさんな様を「戦国ビッグダディ」と称された。

森長可（もり ながよし）
声 - 吉野裕行
可成の次男。元の名は勝蔵といい、可成の戦死後にサブローから「長可」の名を賜った。長兄は既に故人であり、家督を相続した。豪勢で荒々しい気性の持ち主。
森蘭丸（もり らんまる）
声 - 村瀬歩
可成の三男。目元が父親と瓜二つ。礼儀正しく真面目でとても口が回る苦労人。父の死後は弟たちとともに小姓として織田家に入る。長篠の戦いの直前に、覆面を取ったままで居眠りしていた明智光秀の素顔を偶然見てしまい、それ以来光秀を警戒している。その後、ゆきとともにサブロー、光秀の姿を披露され、今度は忠誠度の対抗心を抱くようになる。
【映画版での設定】
サブローの家臣。本能寺の変で死亡した。
森坊丸（もり ぼうまる）、森力丸（もり りきまる）
声 - 三宅麻理恵（坊丸）、大森日雅（力丸）
「森ブラザーズ」の四男・五男。兄・蘭丸とは違い活発な性格。蘭丸と同じくサブローの小姓となる。しかし仕事に関しては熱心とはいえず、遊んでばかりいる。
【ドラマ版での設定】
よく取り違えられる。

#### 秀吉の一味
羽柴秀吉（はしば ひでよし）
声 - 中村悠一
今川義元の間者として登場。農民から商人になった木下藤吉郎を殺してその名と経歴を奪い、サブローの前に現れる。木下藤吉郎を名乗る以前は「田原伝二郎」と名乗っていたが、これも本名ではない。弟を自称する秀長からは初め「日吉」と呼ばれている。
織田家に馬番として潜り込みながら、密かに織田信行に謀反を勧めるなどする。桶狭間前夜、織田家中の情報の混乱もあり、誤報をもたらした結果、今川軍を大敗させてしまう。その後、自らが力をつけ信長を倒す決意をする。
表向きは愛想のよい有能な忠義者のふりをしているが、本性は腹黒く冷酷で、サブローへの復讐の機会を待っている。金ヶ崎の戦いでは殿を買って出ておきながら隙を見て寝返るつもりが、半兵衛や光秀が加勢しつつ目を光らせていたため果たせずに終わる。サブローにその有能さを認められて出世してゆき、4人の軍団長のひとりに選ばれると丹羽・柴田・光秀から各1字と藤吉郎から1字を取って羽柴秀吉と名乗る。
中国攻めのさなか、秀長の手引きで、敵方の安国寺恵瓊と密談し、それを知った半兵衛を秀長に暗殺させるが、密書が光秀やサブローに渡り、安土城に呼び出される。弁解したところ、サブローから「信長の死後に「秀吉」が天下を取る」といううろ覚えの史実を、秀吉がその「秀吉」かもわからないまま他人事のように話される。それを聞いて真意を疑った秀吉は、三木合戦で苛烈な兵糧攻めにより三木城を陥落させ、サブローへの忠勤に励む姿を示さざるを得なくなる。
【ドラマ版での設定】
伝次郎が本名だということになっている。信秀を暗殺したり、義竜を焚きつけて道三への反乱を起こさせたりした。また幼少期に、自分の住む村が敵将を匿ったため信長（本物）の手勢に滅ぼされたことから、信長を憎んでいる。サブローからは「サルくん」と呼ばれる。

羽柴秀長（はしば ひでなが）
声 - 鈴村健一
秀吉の前に突如現れた忍び。秀吉と幼いころ別れた弟の「小竹」と名乗り、側で仕えることを希望する。以後、「ブラコン」を自称し、皮肉や挑発的な発言を繰り返しながらも秀吉をサポートする。しかし時に、平然として秀吉の意に反した独断行動もとり、手取川の戦いの前には無断で秀吉配下の兵を撤退させて、秀吉は総大将の柴田勝家と不和になった上に疑念を抱かれる羽目になっている。安国寺恵瓊の手引きも無断で行っている。茶々が遊んでいて草履を木の上に放ってしまった際に、わざわざ秀吉と引き会わせるなど、歴史を知っているかのような行動も取る。
上杉の忍びであるとき丸に気配も無く近付いたり、殺気だけで戦意喪失させるほどの実力の持ち主で、足利義昭と接触した際には「信長の暗殺も可能ではないか?」と問われるも「それではつまらぬ」と言って断っている。
蜂須賀小六（はちすか ころく）
声 - 松山鷹志
美濃の土豪。美濃攻めの際、一夜城造りで木下藤吉郎に協力し、以降その配下となる。
石田佐吉（いしだ さきち）
秀吉の小姓。美しいモノ好きで、美男子の竹中半兵衛に仕えたいと思っている。親が仕えていたために仕えているが、秀吉に美しさを感じないので、本来は仕えたい気持ちはなかった。秀吉と恵瓊の密談の件をはからずも半兵衛に知らせ、結果として半兵衛を死に追いやることになるが、その際に自身をとがめる秀吉の凄味に、認識を改める。

#### その他の配下
簗田政綱（やなだ まさつな）
声 - 勝杏里
第1話で登場する「村の子1」で、当時の名前は「まさ」。サブローから「リーダー」に任命され、桶狭間の戦いにおいて戦況報告や今川義元の居所などの情報収集を担う。サブローはその功績を大きく評価し、一番手柄として「やなだ まさつな」の名と領地を与える。
弥助（やすけ） ★
声 - 山寺宏一
サブローのボディガード。アフリカ系アメリカ人の元プロ野球選手で、登録名は「ヤング」。サブローと同時代の埼玉における試合中、落雷を受けタイムスリップしてきた。人々から「黒鬼」と怖がられていたのを、森長可たちに鬼退治として捕らえられ、サブローの前に引き出される。坊丸・力丸が「ヤング」と言いにくいことから「やすけ」と呼んでいたのをサブローが聞き、「弥助」と名付けられる。当時の日本人を遥かに上回る体躯を持つが、気の弱い男で合戦に付き従うこともない。
松永久秀の死後、その言葉に感化されて修行の旅に出るが、商人に捕まり奴隷となり、しばらくした後通りかかったフロイスたちに仕えることになる。その後フロイスたち宣教師が京で信長に謁見の際に召使として伴われて再会し、織田家に戻る。
ゆき
帰蝶の侍女。正体は上杉謙信の女忍であり、越後に同じく女忍の姉がいる。右目のななめ下にとき丸をかばった時の傷がある。サブローの日本史の教科書を秘伝の兵法書と思って盗むが、誤って燃やしてしまう。サブローと光秀が同じ顔であることや、光秀の正体が本当の信長であることを見知っている。
とき丸から信長暗殺を命令されるが、暗殺できずに国元へ帰る。姉・うのに命の代わりに後ろ髪を切られて、「好きに生きろ」と言われる。その後、織田家に戻り、命をかけて信長を守ると誓う。
以降はうのに切られてショートカットになった髪をサブローに褒められたこともあって短いままにしているが、この時代では還俗したばかりの尼僧でもない限りあり得ない長さであるため、他の者からは「珍妙な髪形」と評価され、とき丸はゆきが織田家でいじめられているのかと誤解した。
【ドラマ版での設定】
朝倉義景の間者として登場している。金ヶ崎から撤退したサブローを火縄銃で狙撃するが、回復した彼から「いつもお世話になってるから」と着物をプレゼントされて心が揺れる。

### 徳川家
徳川家康（とくがわ いえやす）
声 - 福山潤、升望（竹千代時代）
三河の大名。幼少時代、人質交換までの間、尾張でサブローとともに遊ぶ。この時の名は松平竹千代で、今川家の人質となったのちに松平元康と改名する。今川家が事実上三河の支配権を握っていたため、今川方の武将であったが、今川義元がサブローに滅ぼされたことによって織田家と同盟を結ぶようになり、徳川家康と名前を変える。
好色で、見るからに人のよさそうな外見をしている。幼少時代にサブローから貰ったエロ本「えろす」を家宝にしており、それにより女に目覚めた主旨の内容をサブロー相手に自ら語っている。お市に密かに想いを寄せており、お市が忠勝にちょっかいを出すのを苦々しく思っている。
サブローから「徳川家康は歴史上重要な人物」といわれたことを心に留めており、サブローのなす「新しい方法」を学び取っている。
【ドラマ版での設定】
サブローとは清洲同盟の際が初対面になっている。サブローから貰ったエロ本を戦闘中だろうと肌身離さず持ち歩いている他、原作およびアニメ版とは違って三方ヶ原の戦い敗走時に恐怖のあまり脱糞した件にも触れられ、これらのことから「脱糞おなご大名」と呼ばれている。

本多忠勝（ほんだ ただかつ）
徳川家家臣。徳川四天王の1人。徳川家を代表する猛将。金ヶ崎撤退戦において徳川家も危機に陥ったことからサブローを毛嫌いしており、その件で前田利家や佐々成政と衝突している。鬼瓦にも例えられる目つきの悪さをサブローやお市によくからかわれている。
榊原康政（さかきばら やすまさ）
徳川家家臣。徳川四天王の1人。忠勝とは対照的にいつも冷静で、忠勝にもクールにツッコミを入れる。三方ヶ原からの敗走時には、忠勝に憎まれ口を叩いて奮起させた。
本多忠真（ほんだ ただざね）
徳川家家臣。忠勝の叔父で育て親。三方ヶ原の戦い敗走時に家康の殿軍を務めた忠勝を逃がすため、本多家の殿軍となり戦死する。
夏目吉信（なつめ よしのぶ）
徳川家家臣。三方ヶ原からの敗走時に、身代わりとして家康の馬に乗って武田勢に突入し、戦死する。
井伊万千代（いい まんちよ）
後の直政。徳川家家臣。徳川四天王の1人である。家康の小姓。お市が忠勝を気に入ってることを家康が気に入らないことをまだ理解できず、康政から全体を見ろと注意される。若いだけあって好奇心が強く、サブローのノリにも比較的付いてきている。

### 斉藤家
斉藤道三（さいとう どうさん） ★
声 - 秋元羊介
美濃の大名。元は警官で本名は長井新一であったが、平成6年に戦国時代へタイムスリップしてから30余年、経緯は不明ながら斉藤道三として生きることとなった。帰蝶の父親であり、娘婿の信長（サブロー）と初めて会った際、礼服のつもりでサブローが学生服を着てきたことによって、自分と同じく未来から来た人物と知り、自らも警官の制服を着て会見に応じる。
それ以降はサブローの後ろ盾となり力を貸すが、不仲の息子に追われ、息子との争いにおいて敗れることを悟る。最後は護身用に持っていた拳銃と、帰蝶と現代に残してきたもう一人の娘への手紙をサブローに託し、戦いの中で戦死する。
【ドラマ版での設定】
タイムスリップした時期は1972年。サブローが持ってきたポテトチップスを分けあって食べ、その味を懐かしむ。現代の娘の話は出ず、帰蝶を溺愛している。帰蝶の行く末を案じて、後に天下を取るはずである秀吉・家康を探して託そうとしていたが果たせずに終わる。教科書を信長に返すべく部下に託す直前、本能寺の変のくだりを破り捨てる。

斉藤義竜（さいとう よしたつ）
声 - 浜田賢二
道三の息子で帰蝶の兄。父親を倒して領主となり、領地経営も成功させていたが、数年後に病死する。
斉藤竜興（さいとう たつおき）
義竜の息子。父の病没により若くして美濃の領主となったが、酒色に溺れ人望を失い、家来に裏切られ、サブローに美濃を奪われる。史実では一乗谷の戦いで討死している。

### 足利将軍家
足利義輝（あしかが よしてる）
声 - 緑川光
室町幕府13代将軍。度量が広い剣の達人。サブローを気に入り、太刀を与える。後に松永久秀に殺害される。
足利義昭（あしかが よしあき）
声 - 杉田智和
室町幕府15代将軍。義輝の同母弟。度量が狭い小心者。当初は自身が将軍となる後ろ盾となったサブローに感謝をしていた。しかし、サブローの狙いが天下を獲ることにあり、自分がそのための傀儡でしかないことに次第に不満を抱き、各地の大名に密書を送って信長討伐を促す。最後は、器量の狭さから側近の藤孝に見限られ、後ろ盾のないまま織田家に対して挙兵をするも敗北し、京を追放され室町幕府は滅ぶ。
放浪の末に備後・鞆に流れつき、毛利家に世話になりながら、各国大名に信長打倒の文を送り続ける。その身分のためだけで保護されており、実権はないにもかかわらず信長に戦を仕掛けよとしつこく繰り返すため、恵瓊からも持て余されている。

### 浅井家
浅井長政（あざい ながまさ）
声 - 木村良平
北近江の大名。お市の夫で信長の義弟。サブロー曰く噂通りの男前。父の勧めで織田家に反旗を翻す。お市との仲は良好で、織田家との対立に前後して茶々と初と江を儲けた。過剰に兄を慕うお市には寛容な姿勢を見せていたが、サブローに対しては徐々に闘志を燃やしていく。
武田信玄の死後、織田家の攻撃対象の一つと据えられた浅井家は総攻撃に遭う。信長からは降伏を勧められるも拒み、本拠小谷城防衛戦にて自害する。蛇が苦手。
浅井久政（あざい ひさまさ）
声 - 野島昭生
長政の父。革新的なサブローをあまりよく思わず、義昭の密書をきっかけに、朝倉討伐中の信長を討つことを長政に勧める。小谷城の戦いでは秀吉に攻められ、息子に先立って自害する。
遠藤直経（えんどう なおつね）
声 - 土師孝也
浅井家の宿老。姉川の戦いで、味方武将である三田村左衛門の首級を自分の首級と謀り、織田軍本陣に入ってサブローの命を狙うが、その顔を知る竹中重矩に斬殺される。
磯野員昌（いその かずまさ）
声 - 筈見純
浅井家の宿老。姉川の戦いで本陣から撤退する織田軍を追撃するが、あと一歩で取り逃がす。

### 上杉家
上杉謙信（うえすぎ けんしん）
越後の大名。ゆきの雇い主。作中では後ろを向いた状態でのみ登場するため、素顔は不明だが男前らしい。サブローから贈られた南蛮製のビロードを気に入っている。
手取川の戦いで織田軍を破るも天正6年に急死し、2人の養子が後継を巡って争うことになる。
うの
ゆきの姉で、同じく上杉謙信の女忍。実は幼いころに拾われたゆきの育ての親。謙信急死後の跡目争いから、上杉に見切りをつけて里を抜ける。
とき丸（ときまる）
上杉謙信の忍者。忍びとしての腕は今ひとつだが、美男子で女を誑しこんでの情報収集が得意。着物の商人として織田家に入り、ゆきに謙信の命令として信長暗殺を伝える。
謙信急死後の跡目争いから、上杉に見切りをつけて里を抜ける。

### 畿内周辺の諸勢力
松永久秀（まつなが ひさひで） ★
声 - 黒田崇矢
大和の大名。平成年間にヤクザをしていたが、戦国時代にタイムスリップしてから30年間、「主君殺し」「将軍殺し」で悪名をはせながら畿内の実力者までのし上がった。サブローが上洛すると降伏するが、初対面の時でも背中の刺青を見せて驚かそうとするなど態度が大きかった。この時のリアクションから、信長の正体を知る。学がないため歴史には疎いが、うだつの上がらなかった平成を嫌い、弱肉強食の戦国を気に入っている。
道三と同じく、拳銃を所持した状態で戦国時代に来ており、護身用に使用している。金ヶ崎撤退戦ではサブローに力を貸しているが、道三とは違い、同じ未来から来た者同士とはいえサブローに常には肩入れせず、時に裏切りもする。 織田家のほとんどの家臣からは蛇蝎の如く嫌われているが、森長可からはある意味、理解されている。
武田信玄の上洛の際に最初の謀反を起こすが、信玄の病の知らせが入るとすぐに降伏する。上杉軍と石山本願寺に呼応してサブローに二度目の謀反を起こし、織田軍に城を囲まれる。降伏の使者として来た森長可に対して背中の入れ墨を見せて「俺のようにたっぷり傷を刻んで生きろ」と語った後、信長への餞別として拳銃を手渡し、手製の爆弾を使い城ごと爆死する。
【ドラマ版での設定】
タイムスリップした時期は2005年と設定されている。サブローから『笑っていいとも!』の放送が終了したことを聞いて驚く。

朽木元綱（くつき もとつな）
朽木谷の領主。金ヶ崎撤退戦の折には、立場上は浅井方であるが、妹をサブローに助けられたことや松永久秀の説得もあり、退却する織田軍の領内通過を許可した。
朝倉義景（あさくら よしかげ）
越前の大名。浅井家と同盟し、織田・徳川軍と戦うが、一乗谷城の戦いの後、家臣の朝倉景鏡に裏切られ、自刃する。
後述のドラマ版では登場しているが、原作では名前と自害シーンのシルエットのみである。
朝倉景健（あさくら かげたけ）
声 - 中博史
姉川の戦いにおける朝倉軍総大将。姉川では徳川軍と戦うも、惨敗を喫する。

### その他の勢力
今川義元（いまがわ よしもと）
駿河の大名。藤吉郎（秀吉）の雇い主。藤吉郎の情報を元に織田領へ侵入するが、田楽狭間で織田軍の奇襲を受け戦死する。
後述のドラマ版では登場しているが、原作およびアニメ版では名前のみで姿も見せていない。
武田信玄（たけだ しんげん）
甲斐の大名。織田家と対立し徳川軍を壊滅させるも、上洛を果たすことなく病死した。
登場はシルエットのみである。
安国寺恵瓊（あんこくじ えけい）
毛利家の外交僧。都落ちした足利義昭が備後・鞆に流れ、毛利家に世話になっているので、悪態をつく義昭の愚痴を聞く立場にある。

### その他の人々
沢彦（たくげん）
声 - 緒方賢一
光秀（信長）が幼少時代から師と仰ぐ和尚。光秀とサブローの秘密を知る人物の1人。サブローに「天下布武」と「岐阜」を提案する。
ルイス・フロイス
ポルトガルの宣教師。サブローの親切心からキリスト教の布教を許可される。

### ドラマ版のみの登場人物
織田信清（おだ のぶきよ）
信長の遠戚に当たる武将。織田宗家とは信秀の代からいざこざがあり、サブローが織田家を相続すると宣戦布告のために彼の元へやってくる。しかし、逆にサブローから領地を与えられたため恩義を感じ、信行が謀反を起こした際にはサブローへの援軍として現れ彼らの危機を救った。
重平（じゅうへい）
織田軍に従う兵で、お守りとして火打ち石を携えている。タイムスリップ直後のサブローに乗馬を教えたが、信行との合戦で戦死。
段蔵（だんぞう）
今川家に仕える男。伝二郎（秀吉）と共に織田家の攪乱と間諜を命じられており、主に域外から伝二郎の補佐を担当する。伝二郎が今川を見限って織田家中に潜伏しようとすると対立し、伝二郎に襲い掛かるが返り討ちに遭い死亡。
長屋景興（ながや かげおき）
美濃の国人。斎藤道三の懐柔策によって、幼いころの帰蝶を人質に受けとる。しかし、方針を転換した斎藤軍によって攻め滅ぼされた。
お春（おはる）
尾張にある田楽村に住む若い娘。今川軍の侵攻を受けて従属していた村の住民。今川の大軍を恐れて逃亡していたサブローと出会う。サブローが今川軍を刺激したためにサブローを捕らえるように意見する。後にサブローが村民を庇う姿勢を見せたために考えを改め、村長に織田軍支援を進言する。
村長
田楽村の村長。今川軍を刺激してしまい危機に陥った村を救うため、原因となったサブローを捕らえて首級を持参しようと画策する。しかし、寸前になって織田軍が到着したために逆に殺されかけるが、村民の心情を解するサブローによって救われる。その後はお春の意見を容れて、今川本陣の位置を織田軍に伝える役割を買って出る。
森千丸（もり せんまる）
「森ブラザーズ」の六男。
兵庫助（ひょうごのすけ）
朝倉義景の家臣である隻眼の男。ゆきの上役に当たる人物で、義景への取次などを担当していた。間者働きから逃れたゆきを始末しようとしたが、前田利家によって討たれた。
今井清忠（いまい きよただ）
浅井長政の家臣。浅井家中における主戦派の一人。息子を織田軍との合戦で失っており、長政が和睦論に傾くと和睦に反対して諫死したと伝えられた。しかし実際には、赤尾義久によって謀殺されていた。
赤尾義久（あかお よしひさ）
浅井長政の家臣。浅井家中における主戦派の一人。秀吉と裏で共謀して今井清忠を謀殺し、和睦に傾いていた長政を翻意させた。しかし間もなく、秀吉によって口封じのために殺害されている。
亜里沙（ありさ）
現代の女子高生。サブローの同級生で、修学旅行で一緒にいた。サブローから歴史村で告白されるが、断った。

### 映画版のみの登場人物
ウィリアム・アダムス ★
現代の日本でスキューバダイビングをしていたところ、戦国時代にタイムスリップした外国人。その服装から河童と間違えられて捕らえられた。本能寺に向かう途中の帰蝶と会い、信長の死んだ場所が本能寺であるということを伝えた。サブローの死（戦国時代から消失）後は帰蝶に仕えた。

## 書誌情報
- 石井あゆみ『信長協奏曲』 小学館〈ゲッサン少年サンデーコミックス〉、既刊22巻（2022年2月10日現在）（※歳）は信長 / サブローの数え年齢
  1. 2009年11月17日発売、ISBN 978-4-09-122100-1
天文18年（1549年）（16歳） - 天文22年（1553年）閏1月13日ごろ（20歳） サブローと信長の出会いから平手政秀の死まで。
  2. 2010年3月17日発売、ISBN 978-4-09-122225-1
天文22年（1553年）（20歳） - 永禄3年（1560年）5月19日（27歳） 斉藤道三との出会いから桶狭間の戦いまで[注 15]。
  3. 2010年8月17日発売、ISBN 978-4-09-122547-4
永禄3年（1560年）5月19日（27歳） - 永禄11年（1568年）（35歳）ごろ 桶狭間の戦いから明智光秀の出現（信長との再会）まで。
  4. 2011年2月15日発売、ISBN 978-4-09-122737-9
永禄11年（1568年）（35歳）ごろ - 永禄12年（1569年）1月（36歳） 光秀の織田家仕官から二条城築城まで。
  5. 2011年8月17日発売、ISBN 978-4-09-123128-4
永禄12年（1569年）（36歳） - 永禄13・元亀元年（1570年）4月（37歳） 羽柴秀吉名乗りから金ヶ崎の退却戦まで。
  6. 2012年2月15日発売、ISBN 978-4-09-123478-0
元亀元年（1570年）4月 - 同6月末（37歳） 姉川の戦いまで。
  7. 2012年8月15日発売、ISBN 978-4-09-123756-9
元亀元年（1570年）7月ごろ（37歳） - 元亀2年（1571年）1月（38歳）まで。
  8. 2013年2月12日発売、ISBN 978-4-09-124117-7
元亀2年（1571年）2月ごろ（37歳） - 元亀3年（1572年）12月（39歳） 弥助登場から比叡山焼き討ち、三方ヶ原の戦いまで。
  9. 2013年8月12日発売、ISBN 978-4-09-124394-2
元亀3年（1572年）12月（39歳） - 元亀4年・天正元年（1573年）9月（40歳） 三方ヶ原の戦いから室町幕府滅亡、小谷城の戦いまで。
  10. 2014年5月12日発売、ISBN 978-4-09-124594-6
天正元年（1573年）9月（40歳） - 天正4年（1576年）1月（43歳） お市の岐阜への帰郷から長篠の戦い、安土城築城計画まで。
  11. 2014年9月12日発売、ISBN 978-4-09-125189-3 / ドラマCD[注 16]付き特別版、ISBN 978-4-09-941840-3
天正4年（1576年）4月 - 同年秋ごろ（43歳）まで。
  12. 2015年4月12日発売、ISBN 978-4-09-126028-4
天正4年（1576年）秋ごろ（43歳）- 天正5年（1577年）10月10日（44歳） 松永久秀討伐まで。
  13. 2016年1月12日発売、ISBN 978-4-09-127004-7
天正5年（1577年）10月10日（44歳） - 天正6年（1578年）3月（45歳） 松永久秀爆死から上杉謙信の死まで。
  14. 2016年9月12日発売、ISBN 978-4-09-127388-8
天正6年（1578年）3月 - 同年11月ごろ（45歳）まで。
  15. 2017年4月12日発売、ISBN 978-4-09-127596-7
天正6年（1578年）11月（45歳）- 天正7年（1579年）（46歳） 安土城完成まで。
  16. 2017年11月10日発売、ISBN 978-4-09-128012-1
天正7年（1579年）- 天正8年（1580年）9月（47歳） まで。
  17. 2018年6月12日発売、ISBN 978-4-09-128308-5 / ミニ画集「信長絵巻」付き特別版（2018年6月8日発売）、ISBN 978-4-09-943018-4
天正8年（1580年）9月 - 天正9年（1581年）春（48歳） まで。
  18. 2019年2月12日発売、ISBN 978-4-09-128859-2
天正9年（1581年）春 - 天正10年（1582年）正月（49歳） まで。
  19. 2019年12月12日発売、ISBN 978-4-09-129463-0
天正10年（1582年）正月 - 同年3月 武田家の滅亡、備中高松城の戦い開始直前まで。
  20. 2020年9月11日発売、ISBN 978-4-09-129525-5
天正10年（1582年）3月 - 同年4月ごろ まで。
  21. 2021年5月12日発売、ISBN 978-4-09-850566-1
天正10年（1582年）4月ごろ - 同年5月中旬ごろ まで。
  22. 2022年2月10日発売、ISBN 978-4-09-851003-0
天正10年（1582年）5月中旬ごろ - 同年5月29日 まで。

### ゲッサン公式ガイド
- 天下布武之帳、ISBN 978-4-09-125259-3

## 乙嫁コンツェルト
『Fellows!』（エンターブレイン）連載作品の森薫作「乙嫁語り」とのコラボレーション企画。『マチ★アソビ vol.7』にて開催された『ゲッサン』『ファミ通コミッククリア』『Fellows!』の合同サイン会が直接の契機となり、両作品とも歴史に深く関わる作品であるということで出版社の垣根を越えて企画された。
なおこの企画は「信長協奏曲」読者が併読している漫画の中で1番多いものが「乙嫁語り」であることを知った『ゲッサン』編集長の市原武法が、『Fellows!』編集者の大場渉へと提案して実現したという。

## テレビアニメ
2014年7月から9月まで放送。『ツヨシしっかりしなさい』や『クマのプー太郎』同様にフジテレビの完全自社製作作品であるが、本作品ではフジテレビがアニメ制作会社に外注せず、局内のCG事業部で直接アニメ制作を行うという、日本のテレビアニメでは異例の制作体制を採用した。なお前出の2作品はソフト化が一切されていないが、本作品はDVD-BOXのみではあるもののソフト化が実現している。
また、テレビアニメとしては珍しい、俳優（本作品では“ モーションアクター ”と呼称）の演技によるロトスコープをベースに制作された（CG技術も導入したハイブリッドスタイル）。ストーリーは第8巻・第41話「延暦寺攻め」までである。
毎回番組の最後には「NOBUNAGA NEWS」と題し、後述のテレビドラマ版の情報コーナーが設けられていた。出演は松村未央（フジテレビアナウンサー）。

### スタッフ
- 原作 - 石井あゆみ
- プロデューサー - 尾崎紀子
- アニメーションプロデューサー - 高橋美香
- 協力プロデューサー - 村瀬健
- 監督 - 冨士川祐輔
- 脚本 - 高橋ナツコ
- 美術監督 - 熊本彩加
- アクション監督 - 横山誠
- 編集 - 熊倉春陽、門馬英行、生駒良太
- サウンドデザイン - 近藤隆史
- 音響効果 - 大塚智子
- 音響制作 - サウンド・ウィング、デルファイサウンド
- 音楽 - 横山克
- 音楽プロデューサー - 池田貴博
- ナレーション - 小栗旬
- 制作著作 - フジテレビ

### 主題歌
「不可逆リプレイス」
作詞・作曲・歌 - MY FIRST STORY

### 各話リスト
| 話数   | サブタイトル   | 絵コンテ・演出 | 放送日         |
| ------ | -------------- | -------------- | -------------- |
| 第1話  | サブロー信長   | 冨士川祐輔     | 2014年 7月12日 |
| 第2話  | 諌死           | 森田と純平     | 7月19日        |
| 第3話  | 美濃のマムシ   | 松田圭太       | 7月26日        |
| 第4話  | 桶狭間の戦い   | 冨士川祐輔     | 8月2日         |
| 第5話  | らぶれたぁ     | 森田と純平     | 8月9日         |
| 第6話  | 明智光秀       | 松田圭太       | 8月16日        |
| 第7話  | 信長を討て!    | 冨士川祐輔     | 8月23日        |
| 第8話  | まさかの裏切り | 森田と純平     | 8月30日        |
| 第9話  | イバラの道     | 松田圭太       | 9月13日        |
| 第10話 | 二人の信長     | 冨士川祐輔     | 9月20日        |

### 放送局
| 放送地域       | 放送局                 | 放送期間                  | 放送日時                      | 放送系列                    | 備考                            |
| -------------- | ---------------------- | ------------------------- | ----------------------------- | --------------------------- | ------------------------------- |
| 関東広域圏     | フジテレビ             | 2014年7月12日 - 9月20日   | 土曜 1:50 - 2:20 （金曜深夜） | フジテレビ系列              | 制作局 『フジバラナイト FRI』枠 |
| 日本全域       | フジテレビオンデマンド | 2014年7月12日 - 9月20日   | 土曜 フジ放送終了後に更新     | インターネット配信 有料配信 |                                 |
| 日本全域       | バンダイチャンネル     | 2014年7月17日 - 9月25日   | 木曜 12:00 更新               | インターネット配信 有料配信 |                                 |
| 福島県         | 福島テレビ             | 2014年7月19日 - 9月27日   | 土曜 2:00 - 2:30 （金曜深夜） | フジテレビ系列              |                                 |
| 北海道         | 北海道文化放送         | 2014年7月21日 - 9月29日   | 月曜 2:25 - 2:55 （日曜深夜） | フジテレビ系列              |                                 |
| 静岡県         | テレビ静岡             | 2014年7月22日 - 9月30日   | 火曜 1:35 - 2:05 （月曜深夜） | フジテレビ系列              |                                 |
| 新潟県         | 新潟総合テレビ         | 2014年7月22日 - 9月30日   | 火曜 2:00 - 2:30 （月曜深夜） | フジテレビ系列              |                                 |
| 広島県         | テレビ新広島           | 2014年7月23日 - 10月1日   | 水曜 1:40 - 2:10 （火曜深夜） | フジテレビ系列              |                                 |
| 岡山県・香川県 | 岡山放送               | 2014年7月23日 - 10月1日   | 水曜 1:45 - 2:15 （火曜深夜） | フジテレビ系列              |                                 |
| 長崎県         | テレビ長崎             | 2014年7月23日 - 10月1日   | 水曜 1:45 - 2:15 （火曜深夜） | フジテレビ系列              |                                 |
| 高知県         | 高知さんさんテレビ     | 2014年7月24日 - 10月2日   | 木曜 1:40 - 2:10 （水曜深夜） | フジテレビ系列              |                                 |
| 愛媛県         | テレビ愛媛             | 2014年8月2日 - 10月4日    | 土曜 2:15 - 2:45 （金曜深夜） | フジテレビ系列              |                                 |
| 鹿児島県       | 鹿児島テレビ           | 2014年8月3日 - 10月5日    | 日曜 1:55 - 2:25 （土曜深夜） | フジテレビ系列              |                                 |
| 中京広域圏     | 東海テレビ             | 2014年8月16日 - 9月27日   | 土曜 1:20 - 2:20 （金曜深夜） | フジテレビ系列              | 2話連続放送 休止の週あり        |
| 近畿広域圏     | 関西テレビ             | 2014年9月25日             | 木曜 2:28 - 3:57 （水曜深夜） | フジテレビ系列              | 第1話 - 第3話                   |
| 近畿広域圏     | 関西テレビ             | 2014年9月26日             | 金曜 2:27 - 3:27 （木曜深夜） | フジテレビ系列              | 第4話・第5話                    |
| 近畿広域圏     | 関西テレビ             | 2014年10月2日             | 木曜 2:18 - 3:57 （水曜深夜） | フジテレビ系列              | 第6話 - 第8話                   |
| 近畿広域圏     | 関西テレビ             | 2014年10月3日             | 金曜 2:18 - 3:18 （木曜深夜） | フジテレビ系列              | 第9話・第10話                   |
| 岩手県         | 岩手めんこいテレビ     | 2014年9月26日             | 金曜 1:20 - 2:20 （木曜深夜） | フジテレビ系列              | 第1話・第2話                    |
| 岩手県         | 岩手めんこいテレビ     | 2014年10月3日             | 金曜 1:10 - 2:40 （木曜深夜） | フジテレビ系列              | 第3話 - 第5話                   |
| 岩手県         | 岩手めんこいテレビ     | 2014年10月10日 - 11月7日  | 金曜 1:50 - 2:20 （木曜深夜） | フジテレビ系列              | 第6話以降 （1話ずつ放送）       |
| 熊本県         | テレビ熊本             | 2014年10月6日 - 12月15日  | 月曜 2:05 - 2:35 （日曜深夜） | フジテレビ系列              |                                 |
| 佐賀県         | サガテレビ             | 2014年10月7日 - 12月9日   | 火曜 1:05 - 1:35 （月曜深夜） | フジテレビ系列              |                                 |
| 長野県         | 長野放送               | 2014年10月8日 - 12月10日  | 水曜 1:40 - 2:10 （火曜深夜） | フジテレビ系列              |                                 |
| 山形県         | さくらんぼテレビ       | 2014年10月14日 - 12月16日 | 火曜 1:35 - 2:05 （月曜深夜） | フジテレビ系列              |                                 |

### DVD-BOX
2015年1月21日に発売 (PCBC-61735)。全10話に加え、特典映像、サウンドトラックを収録。なお、単体でのソフト化の予定は現時点では無い（Blu-ray Discを含めて）。

## テレビドラマ
2014年10月13日から12月22日まで毎週月曜日21時 - 21時54分に、フジテレビ系の「月9」枠で放送された。主演は小栗旬で、月9枠で国内を舞台にしたものでは初の時代劇作品である。

### キャスト
人物説明は原作項目・ドラマ版オリジナルキャラクターを参照。登場人物の設定が原作から一部変更されている。
★はタイムスリップしてきた人物を示す。
サブロー / 織田信長 ★
演 - 小栗旬
織田信長 / 明智光秀
演 - 小栗旬（二役）
帰蝶
演 - 柴咲コウ（幼少期：平澤宏々路 / 少女期：赤城くれあ）
池田恒興
演 - 向井理（幼少期：中野魁星）
伝次郎 / 木下藤吉郎 → 羽柴秀吉
演 - 山田孝之
竹中半兵衛
演 - 藤木直人（友情出演）
前田犬千代 → 前田利家
演 - 藤ヶ谷太輔（Kis-My-Ft2）
ゆき
演 - 夏帆
柴田勝家
演 - 髙嶋政宏
松平元康 → 徳川家康
演 - 濱田岳
森可成
演 - 森下能幸
丹羽長秀
演 - 阪田マサノブ
佐々成政
演 - 阿部進之介
沢彦
演 - でんでん

#### 各話出演
キャスト名横の表記は出演回。
第1話
織田信行
演 - 柳楽優弥
織田信清
演 - 麿赤兒
段蔵
演 - 早乙女太一（第2話 - 第4話）
重平
演 - 澤部佑
織田信秀
演 - 団時朗
又八
演 - 児玉頼信
亜里沙
演 - 飯豊まりえ
同級生
演 - 森岡龍、吉村界人
斎藤義龍
演 - 新井浩文（第2話）
斎藤道三 ★
演 - 西田敏行（第2話）

第2話
今川義元
演 - 生瀬勝久（第3話）
長屋景興
演 - 鶴田忍
道三の忍
演 - 仁科貴

第3話
お春
演 - 前田敦子
村長
演 - 前田吟

第4話
市
演 - 水原希子（第5話 - 第11話）（幼少期：甲斐恵美利）
斎藤龍興
演 - 間宮祥太朗
織田家家臣
演 - 軽部真一（フジテレビアナウンサー）
蜂須賀小六
演 - 勝矢（第7話 - 第11話）
竹中重矩
演 - 上山竜治（第6話 - 第11話）
森勝蔵 → 森長可
演 - 込江海翔（第4話）、北村匠海（第8話 - 第11話）
森蘭丸
演 - 田中悠太（第4話）、田中奏生（第8話・第9話）
森坊丸
演 - 遠藤幸馳（第4話）、髙月雪乃介（第8話・第9話）
森力丸
演 - 込江大牙（第4話・第8話・第9話）
森千丸
演 - 齋藤絢永（第4話）、手塚涼大（第8話・第9話）

第5話
浅井長政
演 - 高橋一生（第6話 - 第11話）
浅井久政
演 - 村井國夫（第6話 - 第11話）

第6話
松永弾正久秀 ★
演 - 古田新太（第8話・第9話・第11話）
足利義昭
演 - 堀部圭亮（第7話・第9話・第10話）
朝倉義景
演 - 小市慢太郎（第7話・第8話・第10話・第11話）
細川藤孝
演 - 市川知宏（第7話・第9話・第10話）
赤尾義久
演 - 横塚真之介（第7話・第8話・第11話）
今井清忠
演 - 徳秀樹（第7話 - 第9話・第11話）

第8話
商人頭
演 - 池田鉄洋

第9話
ルイス・フロイス
演 - ニコラス・ペタス

第10話
小泉景邦
演 - 木下ほうか
茶々
演 - 渋谷そら（第11話）
初
演 - 横溝菜帆（第11話）
江
演 - 佐々木六花（第11話）

### スタッフ（ドラマ）
- 原作 - 石井あゆみ『信長協奏曲』（小学館 ゲッサン少年サンデーコミックス刊）
- シリーズ構成 - 西田征史
- 脚本 - 西田征史、岡田道尚、宇山佳佑、徳永友一
- 音楽 - ☆Taku Takahashi（m-flo / Tachytelic inc. / block.fm）
- 主題歌 - Mr.Children[7]「足音 〜Be Strong」（トイズファクトリー）[18]
  - 元々は「ノブナガ」の題で「Starting Over」が主題歌として製作されていたが[19]、この曲は新しく作曲されたものである。
  - 2016年公開の劇場版の主題歌にも起用される[20]。
- 演出 - 松山博昭、金井紘、林徹、品田俊介
- 脚本協力 - 宇山佳佑、岡田道尚
- 監督補 - 宮村敏正
- 演出補 - 西岡健太郎、木村洋
- 撮影 - 江原祥二
- 照明 - 杉本崇
- 音声 - 塩瀬昌彦
- 編集 - 平川正治、小泉義明、福岡典子、山本清香
- 衣装監修 - 福田明
- 衣裳デザイン（サブロー） - 澤田石和寛
- 床山 - 荒井孝治
- 技髪 - 泉水貴光
- 結髪 - 島田紗妃
- タイトルバック - 三塚篤
- VFXプロデュース - 冨士川祐輔
- 技術プロデュース - 友部節子
- スタントコーディネート - 辻井啓伺
- 殺陣 - 高槻祐士
- 男性所作指導 - 江澤大樹
- 女性所作指導 - 橘芳慧
- 踊り指導 - 中谷水嶺
- フードコーディネート - 住川啓子
- 台本監修 - 西ヶ谷恭弘
- 広報 - 瀬田裕幸
- 広告宣伝 - 鈴木文太郎、鈴木良子
- ホームページ - 丸谷利一
- プロデュース - 村瀬健、羽鳥健一
- プロデュース補 - 女川実青
- 制作著作 - フジテレビ

### 放送日程
| 各話                                                        | 放送日   | サブタイトル                                                                     | 脚本              | 演出     | 視聴率 |
| ----------------------------------------------------------- | -------- | -------------------------------------------------------------------------------- | ----------------- | -------- | ------ |
| 第1話                                                       | 10月13日 | 高校生が戦国へ!? スニーカーで生き延びろ!! 戦国で見つける青春、友情、どきどき、恋 | 西田征史          | 松山博昭 | 15.8%  |
| 第2話                                                       | 10月20日 | 学生服VS警官制服!! 奇跡の出会いが運命を変える!!                                  | 西田征史          | 松山博昭 | 13.5%  |
| 第3話                                                       | 10月27日 | 戦国の空に花火!? サブロー版桶狭間戦記!                                           | 岡田道尚          | 金井紘   | 12.5%  |
| 第4話                                                       | 11月03日 | 塵も積もれば道になる! サルの一夜城大作戦                                         | 宇山佳佑          | 林徹     | 14.6%  |
| 第5話                                                       | 11月10日 | 指輪に託す想い…戦国の定めと叶わぬ愛                                              | 岡田道尚 宇山佳佑 | 金井紘   | 11.6%  |
| 第6話                                                       | 11月17日 | オニが城にやって来た! 全国指名手配の書状                                         | 宇山佳佑          | 松山博昭 | 11.9%  |
| 第7話                                                       | 11月24日 | 裏切りの銃弾! 撃たれた痛みは心の痛み…                                            | 徳永友一 宇山佳佑 | 林徹     | 10.5%  |
| 第8話                                                       | 12月01日 | 命に代えても守るもの…信長様と見た夢                                              | 宇山佳佑 岡田道尚 | 品田俊介 | 11.8%  |
| 第9話                                                       | 12月08日 | ふたりの信長!! サルに秘密がバレるとき                                            | 徳永友一          | 金井紘   | 11.1%  |
| 第10話                                                      | 12月15日 | ニセモノは追放せよ! 殿のために死んでいった者たちへ                               | 岡田道尚 宇山佳佑 | 林徹     | 11.4%  |
| 最終話                                                      | 12月22日 | 最終回15分拡大スペシャル 友との約束! 500年後の未来のために…                      | 岡田道尚 宇山佳佑 | 松山博昭 | 10.7%  |
| 平均視聴率 12.5% （視聴率は関東地区、ビデオリサーチ社調べ） |          |                                                                                  |                   |          |        |

### 関連商品
ホームメディア
信長協奏曲 Blu-ray BOX
2015年3月18日発売。本編全11話557分+特典映像封入。
信長協奏曲 DVD BOX
発売日ほか同上。

サウンドトラック
信長協奏曲 オリジナル・サウンドトラック
音楽：☆Taku Takahashi。2014年12月10日発売。
| フジテレビ系列 月曜21時枠の連続ドラマ     | フジテレビ系列 月曜21時枠の連続ドラマ    | フジテレビ系列 月曜21時枠の連続ドラマ                        |
| 前番組                                    | 番組名                                   | 次番組                                                       |
| ----------------------------------------- | ---------------------------------------- | ------------------------------------------------------------ |
| HERO（第2期） （2014年7月14日 - 9月22日） | 信長協奏曲 （2014年10月13日 - 12月22日） | デート〜恋とはどんなものかしら〜 （2015年1月19日 - 3月23日） |

## 映画
上記テレビドラマ版と同一プロジェクトにて2016年1月23日に公開された。主演の小栗ほか、主要キャストは実写ドラマ版と同じ役者たちが演じた。ストーリー面ではドラマ版の直接的な続編として「本能寺の変」に至るサブロー（信長）の物語に一つの区切りを付ける「最終章」となる。

### キャスト（映画）
★はタイムスリップしてきた人物を示す。
サブロー / 織田信長 ★
演 - 小栗旬
織田信長 / 明智光秀
演 - 小栗旬（二役）
帰蝶
演 - 柴咲コウ
池田恒興
演 - 向井理
羽柴秀吉
演 - 山田孝之
前田利家
演 - 藤ヶ谷太輔（Kis-My-Ft2）
市
演 - 水原希子
徳川家康
演 - 濱田岳
松永弾正久秀 ★
演 - 古田新太
柴田勝家
演 - 髙嶋政宏
沢彦
演 - でんでん
蜂須賀小六
演 - 勝矢
丹羽長秀
演 - 阪田マサノブ
佐々成政
演 - 阿部進之介
森長可
演 - 北村匠海
織田信秀
演 - 団時朗
森蘭丸
演 - 冨田佳輔
ウィリアム・アダムス ★
演 - スティーブ・ワイリー
竹中半兵衛、竹中重矩
演 - 藤木直人、上山竜治（回想）
森可成
演 - 森下能幸（回想）

### スタッフ（映画）
- 原作 - 石井あゆみ『信長協奏曲』（小学館「ゲッサン」）
- 監督 - 松山博昭
- 脚本 - 西田征史、岡田道尚、宇山佳佑
- 音楽 - ☆Taku Takahashi（m-flo）
- 撮影 - 江原祥二、大据恵太
- 照明 - 杉本崇
- 録音 - 武進、渡辺真司
- 美術 - 清水剛
- 衣裳デザイン（サブロー/羽柴秀吉）- 澤田石和寛
- 編集 - 平川正治
- VFXスーパーバイザー - 西尾健太郎
- VFXプロデューサー - 赤羽智史
- 記録 - 中田秀子
- 監督補 - 杉山泰一、宮村敏正
- 助監督 - 三橋利行
- 殺陣・所作 - 久世浩（補佐：山田公男）
- 操演 - 羽鳥博幸
- 特殊効果 - 坂本佐幸、中條勝美、岩田安司
- スタント - 高橋昌志、梶原みなみ、夏山剛一
- スタジオ - 松竹京都撮影所、東宝スタジオ
- 製作 - 石原隆、久保雅一、市川南
- エグゼクティブ・プロデューサー - 臼井裕詞
- プロデューサー - 稲葉直人、村瀬健、古郡真也
- アソシエイトプロデューサー - 大坪加奈
- 配給 - 東宝
- 制作プロダクション - FILM
- 製作 - 「信長協奏曲」製作委員会（フジテレビジョン、小学館、東宝、FNS27社）

### 撮影地
上賀茂神社
京都府京都市北区
摩気神社
京都府南丹市
金戒光明寺
京都府京都市左京区
萬福寺
京都府宇治市
随心院
京都府京都市山科区
下鴨神社
京都府京都市左京区
彦根城
滋賀県彦根市
油日神社
滋賀県甲賀市
マイアミ浜
滋賀県野洲市
湖南アルプス
滋賀県大津市
姫路城
兵庫県姫路市
砥峰高原
兵庫県神崎郡神河町

### 作品の評価（映画）

#### 興行収入
全国325スクリーンで公開され、2016年1月23日・24日の初日2日間の全国映画動員ランキング（興行通信社発表）では、動員は約49万人、興行収入は約6億1,600万円を記録。また、ぴあの調査による初日満足度ランキングでは第1位となっている。
公開9日目で、動員は150万人、興行収入は17億円を突破した。
公開12日目に、今年最速で興行収入20億円を突破した。
公開4週目には、興行収入32億円を突破した。
最終的には興行収入46.1億円を突破し、2016年の邦画実写では『シン・ゴジラ』に次いで年間第2位となる大ヒットを記録した。

### 受賞（映画）
- ジャパンアクションアワード2017 ベストアクション男優賞 優秀賞[30][31]
  - ベストアクション男優賞 優秀賞：小栗旬『信長協奏曲』

### テレビ放映
| 回数 | 放送局     | 放送枠         | 放送日         | 放送時間    | 放送分数 | 平均世帯 視聴率 | 備考         |
| ---- | ---------- | -------------- | -------------- | ----------- | -------- | --------------- | ------------ |
| 1    | フジテレビ | （なし）       | 2017年1月16日  | 21:00-23:18 | 138分    | 9.5%            | 地上波初放送 |
| 2    | フジテレビ | （なし）       | 2017年10月16日 | 21:00-23:43 | 163分    | 6.5%            | [ 注 20 ]    |
| 3    | フジテレビ | 土曜プレミアム | 2025年6月7日   | 21:00-23:10 | 130分    | 5.6%            |              |